# The Valley
The Valley és la capital d'Anguilla, un dels seus catorze districtes, i la ciutat principal de l'illa. El 2011 tenia 1.067 habitants.

## Història

### Llocs destacats
The Valley té pocs exemples d'arquitectura colonial a causa que l'administració d'Anguilla es va fer des de St. Kitts des de 1825, encara que Wallblake House, construïda el 1787, fou i segueix sent utilitzada com a rectoria per l'església adjacent. Les botigues noves han obert en edificis nous i cases renovades d'estil antillà. Les botigues velles han estat modernitzades i han ampliat els seus estocs així com el seu espai.
Les ruïnes de l'antiga casa del Tribunal es troben a Crocus Hill, el punt més alt de l'illa. El que queda són restes de l'emmurallat d'unes quantes cèl·lules de presó. A Cross Roads a la vora occidental de The Valley es troba Wallblake House, l'edifici d'una plantació que es va construir al voltant de 1787 que és ara possessió de l'Església catòlica (el sacerdot de la parròquia viu allí) i l'església catòlica de St. Gerard, amb la seva façana altament original de còdols, pedres, ciment, fusta i enrajolat.

## Geografia

### Ubicació
La ciutat és localitzada al mig de l'illa, a la costa nord, davant de Crocus Bay i propera a Crocus Hill, el punt més alt de l'illa. Els pobles més propers són North Side, The Quarter, North Hill i George Hill.

### Clima
The Valley té un clima humit i sec tropical (Aw) sota la classificació climàtica de Köppen. L'àrea té una estació seca curta que cobreix els mesos de febrer a abril, i una estació humida que cobreix la resta de l'any. Tanmateix l'estació humida, encara que llarga, no és tant pesada com la precipitació comuna en altres ciutat del Carib com Santo Domingo i San Juan. Les temperatures mitjanes a The Valley són relativament constant per tot l'any, variant de 26 a 29 graus Celsius.

## Transport
The Valley està servida per l'Anguilla Wallblake Airport (IATA: AXA, ICAO: TQPF) amb
alguns vols internacionals.